# John L. Hall, Jr.
John Lesslie Hall, Jr. (11. april 1891 – 6. marts 1978) var en amerikansk admiral under 2. verdenskrig.
Hall stammede fra Williamsburg, Virginia, og gik på College of William and Mary inden han skiftede til United States Naval Academy hvor han tog eksamen i 1913. Han var stjerne på fodboldholdet på William and Mary i tre år og fire år på flådeakademiet. Rent faktisk udmærkede han sig i tre sportsgrene på flådeakademiet og blev tildelt det skattede "Academy sword" for sine atletiske præstationer.
Som ung officer gjorde han tjeneste på en række skibe, herunder slagskibene North Dakota og Utah. Under 1. Verdenskrig uddannede han teknisk personel på det gamle slagskib Illinois og var teknisk officer på den nye destroyer Philip. I de første efterkrigsår havde han en række poster til søs på forskellige destroyere og var instruktør på marineakademiet.
Fra midten af 1920'erne til 1934 var han kommandørløjtnant og adjudant i marinedistriktet i Charleston, South Carolina, næstkommanderende på ubådsmoderskibet Camden og derpå chef for destroyeren Childs. Han arbejdede i tre år med sportsuddannelsen på marineakademiet og var navigatør på uddannelsesskibet Wyoming. I 1934 blev han udnævnt til kommandør og gjorde tjeneste på den tunge krydser Augusta i Fjernøsten hvorefter han var kommanderende officer på kanonbåden Asheville og en destroyerflotille i den asiatiske flåde. Slutningen af 1930'erne tilbragte han på Naval War College, først som student, derpå i lærerkorpset. I juli 1940 blev Hall udnævnt til kommandørkaptajn og fik kommandoen over det gamle slagskib Arkansas og derefter en stabspost i Atlantflåden.
Admiral Hall var stabschef for Western Naval Task Force under Landgangen i Nordafrika i 1942 og fik Distinguished Service Medal for at have åbnet havne og forhindret sabotage mens han var chef for den nordafrikanske front mod havet.
I februar 1943 blev han chef for amfibiestyrkerne i de nordafrikanske farvande under 8. flåde, hvor han dygtigt trænede artillerister og flådekanonerer så hans skibes artilleristøtte til enheder i land kunne gennemføres som direkte støtte til tropperne fremrykning frem for beskydning af tilfældige mål. Hans koncept var ødelæggende for det fjendtlige infanteri og kampvogne, da han ledede en af de store angrebsstyrker, som blev indsat i invasionen af Sicilien (9. – 12. juli 1943) og den stærkt imødegåede landgang ved Salerno (9. – 21. september 1943).
Disse to successer indbragte ham to Legion of Merit. I november 1943 overtog han kommandoen af 11. amfibiestyrke i Storbritannien og gjorde sig fortjent til hærens Distinguished Service Medal for hans fremragende ledelse af amfibiestyrke "O" som landsatte og på fremragende vis støttede hærens 5. korps på Omaha Beach i Normandiet i juni 1944. Han fik også en Navy Distinguished Service Medal for ledelsen af Southern Attack Force (TF 55) under Slaget om Okinawa. I oktober 1945 blev han Commander Amphibious Force i den amerikanske stillehavsflåde.
Senere var han kommandant for 14. marinedistrikt og leder af Armed Forces Staff College i Norfolk, Virginia. Fra august 1951 til hans pensionering i maj 1953 var han chef for Western Sea Frontier og samtidig chef for Pacific Reserve Fleet.
General Dwight D. Eisenhower gav ham tilnavnet "Viking of Assault". General George Patton, som ellers var en skarp kritiker af militære kolleger, priste ham i høje toner.
Admiral Hall døde i 1978 i en alder af 87.
Fregatten USS John L. Hall (FFG-32) blev opkaldt efter ham.

## Eksterne kilder
- USS John L. Hall officiel website Arkiveret 5. februar 2007 hos  Wayback Machine